# 장원소
장원소(張元素, 1151년 ~ 1234년)은 금나라 후기의 의학자이며 자(字)는 결고(潔古)이다.
그는 어린 시절 과거 시험을 위해 오경을 공부하다가 그만두고 의학을 배우기 시작했는데 그는 의학에 소질이 있었다.
그는 기후와 개인의 체질 등을 고려해 약을 만들고 치료하는 것을 주장하였으며 당시의 한의학에 변화를 많이 주었다.
그의 저서로는 의학계원(醫學啓源), 진주낭(珍珠囊), 장부표본약식(臟腑標本藥式), 약주난경(藥注難經) 등이 있다.